# Origem étnica dos presidentes do Brasil
A Origem étnica dos presidentes do Brasil tem sido relativamente constante ao longo da história brasileira. A ancestralidade mais comum do Brasil tem sido a portuguesa devido a colonização da mesma.

## Tabela de origem étnica dos presidentes do Brasil
| N.º | Presidente                        | Portugueses · | Alemães · | Búlgaros · | Libaneses · | Italianos · | Negros · | Espanhóis · | Tchecos · | Referência    |
| --- | --------------------------------- | ------------- | --------- | ---------- | ----------- | ----------- | -------- | ----------- | --------- | ------------- |
| 1 | Deodoro da Fonseca (1827–1892)    | Sim           | zed       | zed        | zed         | zed         | zed      | zed         | zed       |               |
| 2 | Floriano Peixoto (1839–1895)      | Sim           | zed       | zed        | zed         | zed         | zed      | zed         | zed       |               |
| 3 | Prudente de Morais (1841–1913)    | Sim           | zed       | zed        | zed         | zed         | zed      | zed         | zed       |               |
| 4 | Campos Sales (1841–1913)          | Sim           | zed       | zed        | zed         | zed         | zed      | zed         | zed       |               |
| 5 | Rodrigues Alves (1847–1909)       | Sim           | zed       | zed        | zed         | zed         | zed      | zed         | zed       | [ 1 ]         |
| 6 | Afonso Pena (1847–1909)           | Sim           | zed       | zed        | zed         | zed         | zed      | zed         | zed       | [ 1 ]         |
| 7 | Nilo Peçanha (1867–1924)          | Sim           | zed       | zed        | zed         | zed         | Sim      | zed         | zed       | [ 2 ]         |
| 8 | Hermes da Fonseca (1855–1923)     | Sim           | zed       | zed        | zed         | zed         | zed      | zed         | zed       |               |
| 9 | Venceslau Brás (1868–1966)        | Sim           | zed       | zed        | zed         | zed         | zed      | zed         | zed       |               |
| 10 | Delfim Moreira (1868–1920)        | Sim           | zed       | zed        | zed         | zed         | zed      | zed         | zed       | [ 1 ]         |
| 11 | Epitácio Pessoa (1865–1942)       | Sim           | zed       | zed        | zed         | zed         | zed      | zed         | zed       |               |
| 12 | Artur Bernardes (1875–1955)       | Sim           | zed       | zed        | zed         | zed         | zed      | zed         | zed       | [ 1 ]         |
| 13 | Washington Luís (1869–1957)       | Sim           | zed       | zed        | zed         | zed         | zed      | zed         | zed       |               |
| - | Júlio Prestes (1882–1946)         | Sim           | zed       | zed        | zed         | zed         | zed      | zed         | zed       |               |
| Segunda República (Governos Provisório e Constitucional) (24 de outubro de 1930 a 10 de novembro 1937 – 7 anos e 17 dias) |                                   |               |           |            |             |             |          |             |           |               |
| 14/17 | Getúlio Vargas (1882–1954)        | Sim           | zed       | zed        | zed         | zed         | zed      | zed         | zed       | [ 3 ]         |
| Terceira República (Estado Novo) (10 de novembro 1937 a 31 de janeiro de 1946 – 8 anos, 2 meses e 21 dias)                |                                   |               |           |            |             |             |          |             |           |               |
| 16 | José Linhares (1886–1957)         | Sim           | zed       | zed        | zed         | zed         | zed      | zed         | zed       |               |
| Quarta República (República Populista) (31 de janeiro de 1946 a 2 de abril de 1964 – 18 anos, 2 meses e 2 dias)           |                                   |               |           |            |             |             |          |             |           |               |
| 16 | Gaspar Dutra (1883–1974)          | Sim           | zed       | zed        | zed         | zed         | zed      | zed         | zed       |               |
| 18 | Café Filho (1899–1970)            | Sim           | zed       | zed        | zed         | zed         | zed      | zed         | zed       |               |
| 19 | Carlos Luz (1894–1961)            | Sim           | zed       | zed        | zed         | zed         | zed      | zed         | zed       |               |
| 20 | Nereu Ramos (1888–1958)           | Sim           | zed       | zed        | zed         | zed         | zed      | zed         | zed       |               |
| 21 | Juscelino Kubitschek (1902–1976)  | Sim           | zed       | zed        | zed         | zed         | zed      | zed         | Sim       | [ 4 ]         |
| 22 | Jânio Quadros (1917–1992)         | Sim           | zed       | zed        | zed         | zed         | zed      | zed         | zed       |               |
| 23/25 | Ranieri Mazzilli (1910–1975)      | zed           | zed       | zed        | zed         | Sim         | zed      | zed         | zed       | [ 1 ]         |
| 24 | João Goulart (1919–1976)          | Sim           | zed       | zed        | zed         | zed         | zed      | zed         | zed       | [ 5 ]         |
| Quinta República (Ditadura Militar) (1 de abril de 1964 à 15 de março de 1985)                                            |                                   |               |           |            |             |             |          |             |           |               |
| 26 | Castelo Branco (1887–1967)        | Sim           | zed       | zed        | zed         | zed         | zed      | zed         | zed       |               |
| 27 | Costa e Silva (1899–1969)         | Sim           | zed       | zed        | zed         | zed         | zed      | zed         | zed       | [ 1 ]         |
| 28 | Emílio Médici (1905–1985)         | zed           | zed       | zed        | zed         | Sim         | zed      | Sim         | zed       | [ 6 ]         |
| 29 | Ernesto Geisel (1907–1996)        | zed           | Sim       | zed        | zed         | zed         | zed      | zed         | zed       | [ 1 ]         |
| 30 | João Figueiredo (1918–1999)       | Sim           | zed       | zed        | zed         | zed         | zed      | zed         | zed       |               |
| Sexta República (Nova República) (15 de março de 1985 à atualidade – 40 anos, 3 meses e 3 dias)                           |                                   |               |           |            |             |             |          |             |           |               |
| - | Tancredo Neves (1910–1985)        | Sim           | zed       | zed        | zed         | zed         | zed      | zed         | zed       | [ 7 ]         |
| 31 | José Sarney (1930–Atualmente)     | Sim           | zed       | zed        | zed         | zed         | zed      | zed         | zed       | [ 8 ]         |
| 32 | Fernando Collor (1949–Atualmente) | Sim           | Sim       | zed        | zed         | zed         | zed      | zed         | zed       | [ 9 ]         |
| 33 | Itamar Franco (1930–2011)         | Sim           | zed       | zed        | zed         | Sim         | zed      | zed         | zed       | [ 10 ]        |
| 34 | FHC (1931–Atualmente)             | Sim           | zed       | zed        | zed         | zed         | Sim      | zed         | zed       | [ 9 ]         |
| 35/39 | Lula da Silva (1945–Atualmente)   | Sim           | zed       | zed        | zed         | Sim         | zed      | zed         | zed       | [ 11 ]        |
| 36 | Dilma Rousseff (1947–Atualmente)  | Sim           | zed       | Sim        | zed         | zed         | zed      | zed         | zed       | [ 1 ]         |
| 37 | Michel Temer (1940–Atualmente)    | zed           | zed       | zed        | Sim         | zed         | zed      | zed         | zed       | [ 12 ]        |
| 38 | Jair Bolsonaro (1955–Atualmente)  | zed           | Sim       | zed        | zed         | Sim         | zed      | zed         | zed       | [ 13 ] [ 14 ] |